# University of New Orleans
Die University of New Orleans (auch UNO genannt) ist eine staatliche Universität in New Orleans im US-Bundesstaat Louisiana. Die Hochschule ist Mitglied des Louisiana-State-University-Systems.

## Historisches
Die Hochschule wurde 1956 per Gesetz beschlossen, 1957 wurden Grundstücke und Gebäude der United States Navy gekauft, und 1958 nahm sie unter dem Namen Louisiana State University in New Orleans den Betrieb auf. Studenten eingeschrieben. Erster Kanzler ab der Gründung 1958 und bis 1980 war Homer Hitt, es folgten als Kanzler 1980 bis 1983 Leon J. V. Richelle, 1983 bis 1987 Cooper R. Mackin, 1987 bis 2003 Gregory M. St. L. O’Brien und 2003 bis 2010 Timothy P. Ryan. Darauf folgten als Präsidenten 2012 bis 2016 Peter J. Fos und ab 2016 John Nicklow.

## Zahlen zu den Studierenden und den Dozenten

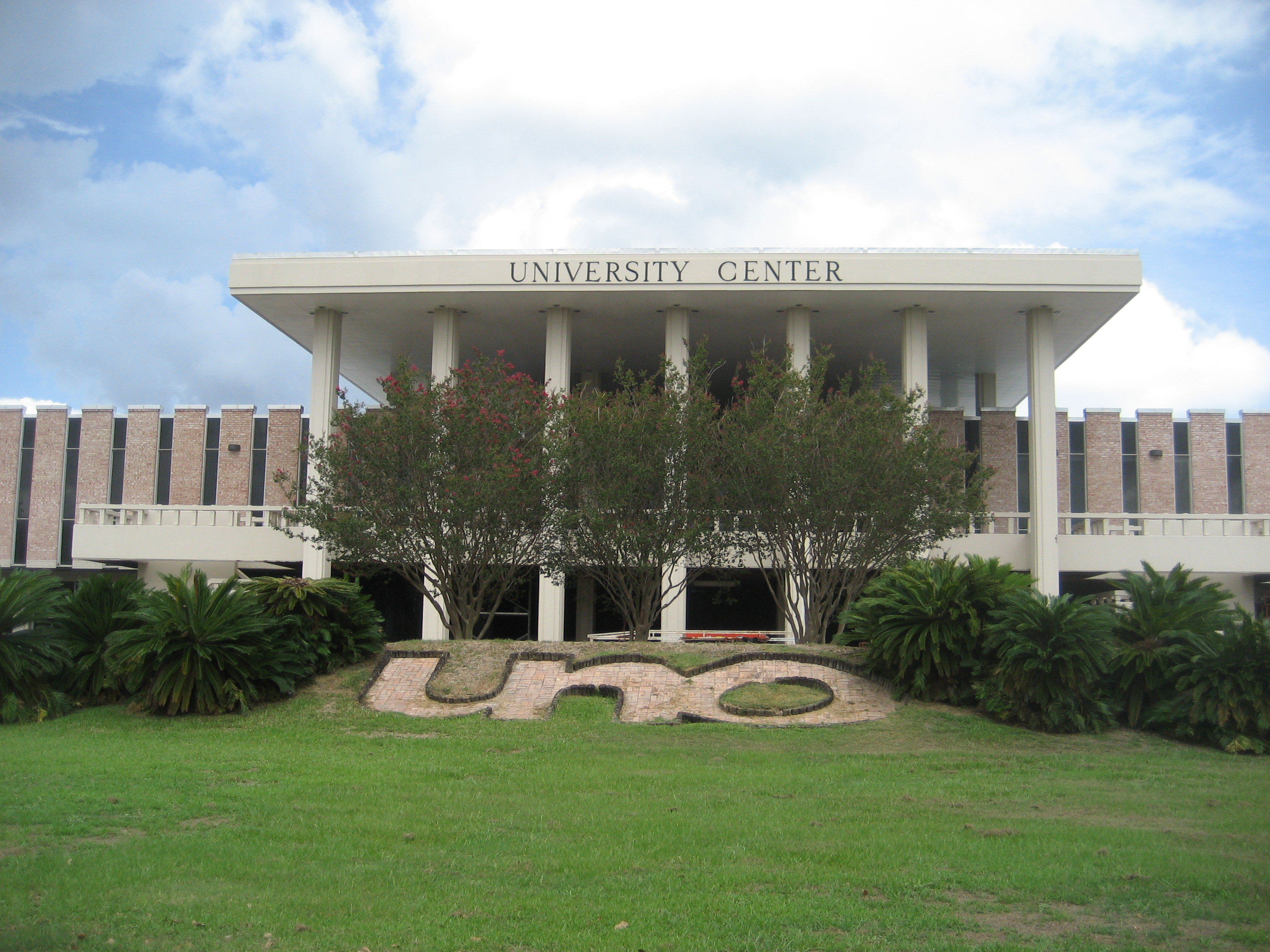
Gebäude (University Center) der University of New Orleans UNO

Im Herbst 2021 waren 7.953 Studierende an der UNO eingeschrieben. Davon strebten 6.508 (81,8 %) ihren ersten Studienabschluss an, sie waren also undergraduates. Von diesen waren 52 % weiblich und 48 % männlich; 8 % bezeichneten sich als asiatisch, 23 % als schwarz/afroamerikanisch, 11 % als Hispanic/Latino und 47 % als weiß. 1.445 (18,2 %) arbeiteten auf einen weiteren Abschluss hin, sie waren graduates. Es lehrten 430 Dozenten an der Universität, davon 271 in Vollzeit und 159 in Teilzeit. 2012 waren es 9.825 Studierende gewesen. Insgesamt haben mehr als 80.000 Studierende an der UNO einen Abschluss gemacht.

## Organisation

### Campus
Die Hochschule ist auf 6 Standorte verteilt:
- Lakefront Campus
- Research and Technology Park
- East Campus
- Downtown Center
- Jefferson Center
- Slidell Campus

### Organisationale Gliederung
- Geisteswissenschaften
- Ingenieurwissenschaften
- Naturwissenschaften
- Pädagogik und menschliche Entwicklung
- Wirtschaftswissenschaften
- Graduate School
- Metropolitan College
- Interdisziplinäre Programme

## Sport
Die Sportteams der UNO sind die Privateers. Die Hochschule war bis 2010 Mitglied in der Sun Belt Conference und 2011/2012 in der Gulf South Conference. Seit 2013 spielen sie in der Southland Conference.

## Persönlichkeiten
- James H. Clark – Unternehmer der IT-/Computerindustrie
- Ellen DeGeneres – Schauspielerin und Komikerin
- Ervin Johnson (* 1967), Basketballspieler
- Salman Khan (* 1976), Pädagoge, Gründer der Khan Academy, besuchte als Schüler Kurse der Universität
- Valerie Martin (* 1948), Schriftstellerin, Bachelor-Abschluss 1970
- Bo McCalebb (* 1985), Basketballspieler
- Alan Soble – Philosoph